# Jermaine Jackson (basket-ball)
Pour les articles homonymes, voir Jackson et Jermaine Jackson (homonymie).
Jermaine Jackson, né le 7 juin 1976 à Détroit au Michigan, est un joueur et entraîneur américain de basket-ball. Il évolue au poste d'arrière.

## Palmarès
- Coupe d'Italie 2004
- Champion USBL 2007
- All-USBL First Team 2001
- Meilleur passeur USBL 2001